# Голишівка (Баранівський район)
Голишівка (рос. Голышевка, пол. Gołyszówka, Hołyszówka, Hołuszówka) — колишнє село у Полянківській сільській раді Баранівського району Волинської округи Української СРР.

## Населення
Наприкінці 19 століття в поселенні налічувалося 108 мешканців, дворів — 17, у 1906 році — 196 мешканців, дворів — 16, у 1923 році — 407 осіб, дворів — 88.

## Історія
У другій половині 19 століття — присілок у Новоград-Волинському повіті Волинської губернії, входив до католицької парафії у Мирополі. У 1867 році було там 7 дворів.
Наприкінці 19 століття — село Баранівської волості Новоград-Волинського повіту Волинської губернії, за 40 верст від Новограда-Волинського.
У 1906 році — сільце Баранівської волості (3-го стану) Новоград-Волинського повіту Волинської губернії. Відстань до повітового центру, м. Новоград-Волинський, становила 42 версти, до волосного центру містечка Баранівка — 7 верст. Поштове відділення — Баранівка.
У 1923 році включене до складу новоствореної Полянківської сільської ради, яка 7 березня 1923 року увійшла до складу новоутвореного Баранівського району Житомирської (згодом — Волинська) округи. Розміщувалося за 6 верст від районного центру с. Баранівка та за 1 версту від центру сільської ради с. Полянки.
Виключене з обліку населених пунктів до 1 жовтня 1941 року.